# 蔡命新
蔡命新（韓語：채명신，1926年11月27日—2013年11月25日），大韓民國國軍退役將領、外交官。因為在韓戰與越戰中擔任過指揮官而聞名，也是駐越韓國軍司令部的第一任司令。卸下軍裝後亦赴任駐瑞典大使、駐希臘大使、駐巴西大使，退出外交界後也擔任過數個組織的領導者，包括大韓跆手道協會（대한태수도협회，後為大韓跆拳道協會）第一屆會長。

## 生平

### 早年
蔡命新於1926年出生於日本殖民時期的黃海道谷山郡，父親曾參加抗日活動，儘管在1945年日本投降後被釋放，但隨即於同年12月病逝，母親則是基督徒。
1944年，19歲的蔡命新被編入日本軍第2國民兵部隊並參與訓練。之後他從平安南道的平壤師範學校畢業，曾在龍江（용강）、德海（덕해）的小學任教，後來又被調至鎮南浦（진남포）小學。接著美蘇分治朝鮮半島，蔡命新出身的家鄉由於位在三八線之北，因此被納入蘇聯軍事政府的管轄範圍。1947年1月，他前往漢城（今首爾），並進入了美軍政廳統治下成立的朝鮮警備士官學校（조선경비사관학교，今韓國陸軍官校），成為第5期的學員，接受了9個月的軍官培訓後，在400人中以第26名的成績畢業，並被任官少尉。

### 軍官生涯
1948年時，蔡命新與另外8個人被派往濟州島第9團（제주도 9연대）。當時正值濟州四·三事件，發動武裝起義的南路黨（남로당）與濟州道黨（제주도당）環伺著蔡命新等第9團的人員，而軍營內部也有赤化現象，時常面臨危險。1949年5月，在開城附近的松岳山戰役中擔任步兵連連長，與砲兵連連長盧載鉉（後來成為韓國國防部部長）率領的部隊聯合抗戰。1949年11月赴太白山清剿朝鮮游擊隊時一度與母親短暫重逢，3周後又離別。

#### 韓戰
1950年12月，蔡命新所在的部隊深入三八線以北，曾二度因為朝鮮人民軍的包圍而陷入孤立的處境，但仍成功逃出。之後，在1951年初成為了白骨兵團（全稱「陸軍本部直轄敢死隊」）的指揮官，展開敵後破壞任務及反游擊作戰，多次奇襲朝鮮方面的指揮所和通信設施。1951年3月，白骨兵團被朝鮮人民軍一個師圍攻、孤立無援，整個部隊在飢寒交迫之下損失了過半的人員。但白骨兵團在此期間累積的作戰經驗，不僅成為了韓國軍中的實戰範例和戰史研究主題，甚至還在越戰爆發後，應用到對付越共的戰術中。
蔡命新在韓戰中還擔任過第8師21團1營營長，並率領部隊北伐。1951年第11團編成後任團長。

#### 休戰後

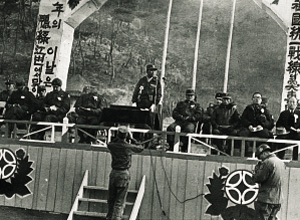
蔡命新與朴正熙，1953年6月

1953年簽訂朝鮮停戰協定後，蔡命新以上校之階擔任了第7師第5團團長、第3師師部參謀、第20師第60團團長。他在擔任第3師參謀時，與後來成為總統的朴正熙在同一個師的指揮部底下。
1954年任第3軍作戰參謀、陸軍本部作戰企劃課長。1955年10月至論山市的第2訓練所擔任所長，致力改善論山新兵訓練中心內的陋習和不正之氣。他在第9步兵師（白馬師）任職期間，朴正熙正好又擔任該師參謀，蔡命新是陸軍官校裡晚朴正熙四屆的學弟，但朴仍對他照顧有加。
1958年8月升為准將後，任第一野戰軍作戰參謀、第38師師長、第5師師長，他在領導第5師任內參與了1961年的五一六政變，因此在政變後得以進入革命委員會。1962年4月20日以監察委員的身分至台灣訪問5天。7月時，在掌管了韓國的軍政府——國家重建最高會議裡被朴正熙任命為監察委員會會長。
1962年，與金雲龍攜手創立了大韓跆手道協會，並出任創會會長至1964年為止，他在任期內推動了跆拳道與軍事的聯繫、對各院派進行統合、制定共同規定、並首次於韓國全國組織跆拳道升級、升段審查。但因為同時兼任會長和軍政府內部要職，因此許多會務都委託副會長代理。
1963年晉升少將後，任陸軍本部作戰參謀部次長，1964年進入美國陸軍指揮參謀學院就讀，返韓後任第3管區司令。

#### 越南戰爭
1965年8月，蔡命新兼任了駐越韓國軍司令官與首都機械化步兵師（猛虎師）師長。在此之前，蔡命新在青瓦台與希望自己出任駐越指揮官的朴正熙商談派兵越南的政策時，曾經表達反對意見，認為越南的游擊隊和叢林的環境條件對韓國軍不利，但在韓國防衛、經濟與外交的需求下，使得朴正熙決定動用陸軍和海軍陸戰隊的戰鬥部隊進入越南參戰，而蔡命新最後也同意了，於是前往西貢指揮韓國駐越部隊。
當時在越南，駐越美軍司令部的司令官威廉·魏摩蘭上將希望打造一個以美軍為首、並將澳大利亞國防軍和韓國軍納入其內的指揮體系。但隸屬於駐越韓軍司令部指揮的韓國部隊，不希望連在體制上都顯得像美軍之下的傭兵。最後蔡命新與魏摩蘭達成了「君子協定」（口頭契約），設立一個三國委員會，使蔡命新司令官和駐越美軍參謀官在內都有席位。同時讓拉森少將（Stanley R Larsen）實質上掌握韓國部隊的指揮，制定韓國軍的任務、作戰區域和角色等。之後，蔡命新以自己於白骨兵團期間的游擊戰經驗，在韓國軍對越共的行動上實施了強硬的戰術，但同樣是這點使其與魏摩蘭將軍之間產生了不和。

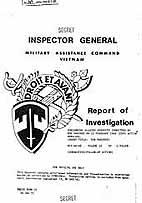
美國陸軍督察長辦公室對韓國軍豐一與豐二屠殺所做的調查報告

1968年在韓軍青龍旅執行任務的區域發生了豐一與豐二屠殺後，魏摩蘭數次要求蔡命新徹查，而蔡命新回報的結果是越共喬裝成韓軍士兵犯下此案。但美國陸軍督察長辦公室的上校羅伯特·庫克（Robert Morehead Cook）發表的報告卻指出元兇就是青龍旅的韓國海軍陸戰隊隊員。
蔡命新在越戰期間也從事過跆拳道的普及，1965年創立越南跆拳道協會（월남태권도협회）。
1969年3月獲美國總統尼克森頒發功績勳章，1969年5月獲南越總統阮文紹頒發最高勳章。

#### 末期生涯
1969年5月3日，蔡命新在卸下駐越韓國軍司令職位後，搭軍機從南越飛回漢城金浦機場，擔任第二野戰軍司令官，朴正熙亦於1972年對他在越南的工作表示了讚賞。但當時朴正熙忙於第三次的權力鞏固，並準備在之後建立「第四共和國」，而蔡命新在此之後，於理念上已與朴正熙相去漸遠，數次表示反對，尤其是對於朴正熙透過修改後的「維新憲法」來擴大總統任期和控制權感到不滿。最後他在國軍人事異動時，從升上將名單中遭到除名，並於1972年6月1日從第二野戰軍司令官的職位上退出軍職。

### 退役後
1972年蔡命新赴斯德哥爾摩任韓國駐瑞典大使、1973年赴雅典任韓國駐希臘大使，1977年赴巴西利亞任韓國駐巴西大使，1981年擔任完駐巴西大使後正式退休。
2000年，蔡命新任越南參戰戰友會（베트남 참전 전우회）會長，2004年任六二五戰爭參戰有功者協會（6·25참전유공자회）會長、越南參戰有功戰友會（베트남참전유공전우회）總裁。
2013年11月25日，蔡命新於首爾逝世，終年87歲，安葬在國立首爾顯忠院。

## 家庭
蔡命新的妻子為文貞仁（문정인），慶尚北道富家出身，梨花女大畢業。兩人育有一子二女。

## 獲頒勳章
- 功績勳章（英语：Legion of Merit），1969年3月美國總統尼克森頒發
- 最高勳章，1969年5月南越總統阮文紹授予

## 著作
- 《越南戰爭與我·蔡命新回憶錄》（베트남전쟁과 나(채명신 회고록)），2006年
- 《超越生死線》（사선을 넘고 넘어: 채명신 회고록），1994年